# Minsk-Arena
La Minsk-Arena (in bielorusso Мінск-Арэна?) è un'arena multiuso a Minsk, in Bielorussia.
La Minsk Arena è unica nella sua complessità e funzionalità non solo in Bielorussia ma anche in Europa. Include una sala per sport e intrattenimento con una capacità di 15 000 spettatori, uno stadio per lo skateboard con una capienza di oltre 3 000 spettatori e un'arena da ciclismo da 2 000 spettatori.
Uno degli usi primari della struttura è per l'hockey su ghiaccio: l'arena è infatti lo stadio del HC Dinamo Minsk.
L'arena è stata aperta il 30 gennaio 2010. Lo stesso anno della sua apertura ha ospitato il Junior Eurovision Song Contest 2010, evento che avrebbe riospitato 8 anni dopo con lo Junior Eurovision Song Contest 2018.
Vi si sono esibiti in concerto Armin Van Buuren, Lana Del Rey, Mylène Farmer, Jennifer Lopez e Shakira.